# Caves à boisson du pardon de Notre-Dame de Crénénan en Ploërdut
Les caves à boisson du pardon de Notre-Dame de Crénénan en Ploërdut sont quatre caves semi-enterrées indépendantes, toutes de même facture, construites dans la première moitié du XIXe siècle sur le placître de la chapelle Notre-Dame de Crénénan à Ploërdut, dans le nord-ouest du Morbihan. Elles servaient à entreposer les boissons (d'où leur appellation familière de « caves à cidre ») et les provisions consommées par les participants au grand pardon qui se déroulait chaque année le premier dimanche après le 15 août. Les fermiers de Crénénan qui jouissaient de l'usage d'une cave louaient celle-ci à des cabaretiers de Ploërdut ou de Guéméné. Ces quatre caves sont de rares témoins de la petite architecture utilitaire liée aux fêtes religieuses bretonnes.

## Situation générale

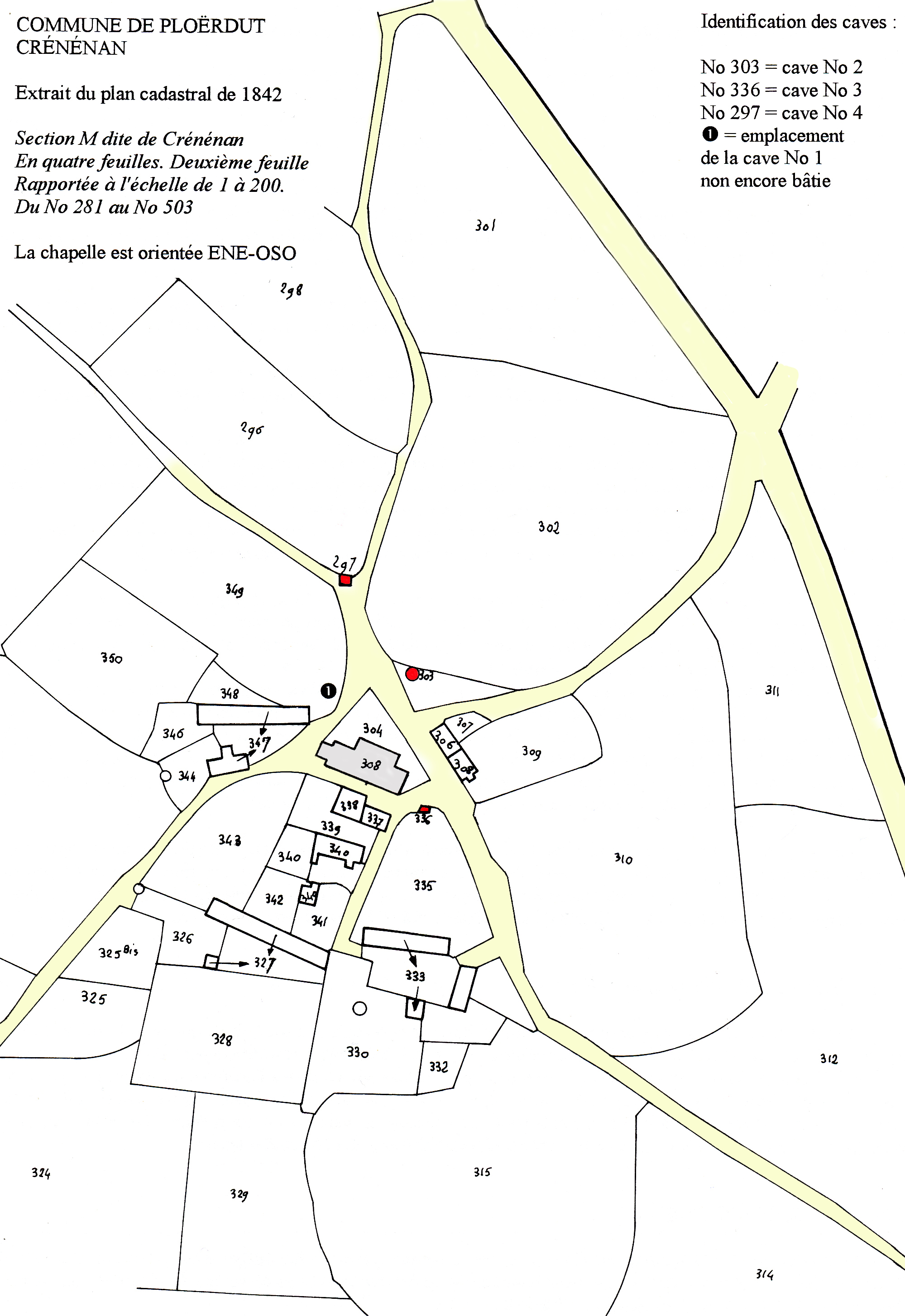
Crénénan en Ploërdut (Morbihan) : extrait du plan cadastral de 1842 indiquant l'emplacement des quatre caves à boisson servant lors du pardon de Notre-Dame de Crénénan le 15 août.

Les quatre caves à boisson sont bâties, grosso modo, en bordure et de part et d'autre du « chemin rural no 9 dit de Crénénan » qui traverse le hameau en longeant le placître trapézoïdal qui borde au nord la chapelle. Chaque édicule est situé à la jonction de ce chemin  avec d'autres cheminements aboutissant au hameau ou en partant. « Il y a là comme une conception unique visant en quelque sorte à encadrer le placître et à en commander les accès ».

## Ancien cadastre
Selon la matrice du cadastre de 1842, le hameau appartenait à un propriétaire unique, Christophe Terrien, censeur des études au collège royal de Reims, qui l'avait acheté à un certain Alexandre Moigno en 1834. Cette propriété consistait en plusieurs fermes qui étaient louées à des fermiers. Sur le plan cadastral de 1842, figurent trois des quatre caves, la quatrième cave étant vraisemblablement encore à l'état de projet à la date de publication du cadastre. Des baux établissent que les caves étaient louées en même temps que les fermes dont elles faisaient partie.

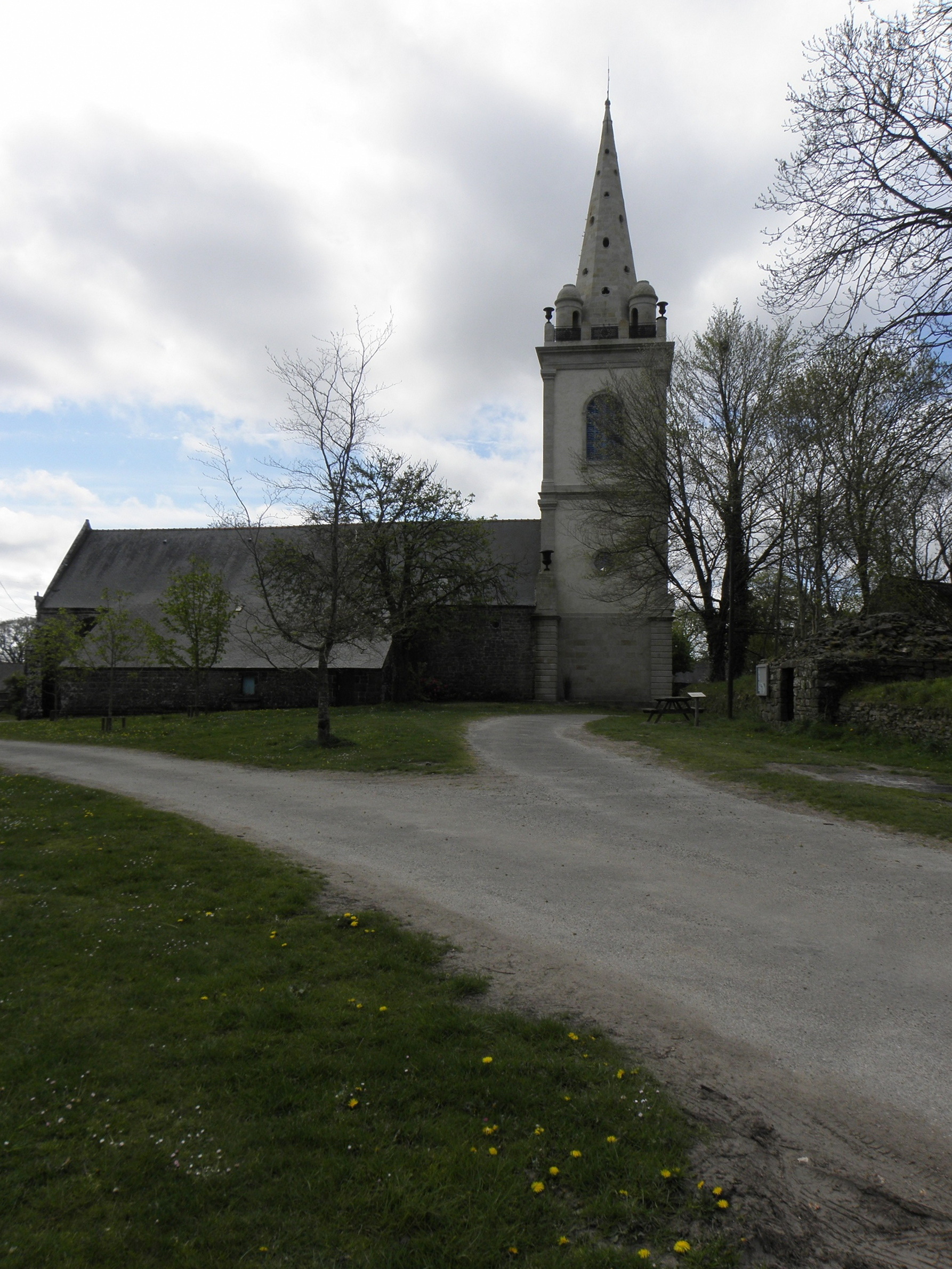
Chapelle Notre-Dame de Crénénan : sur la droite, en bordure de l'embranchement de droite, se dresse la cave no 1.
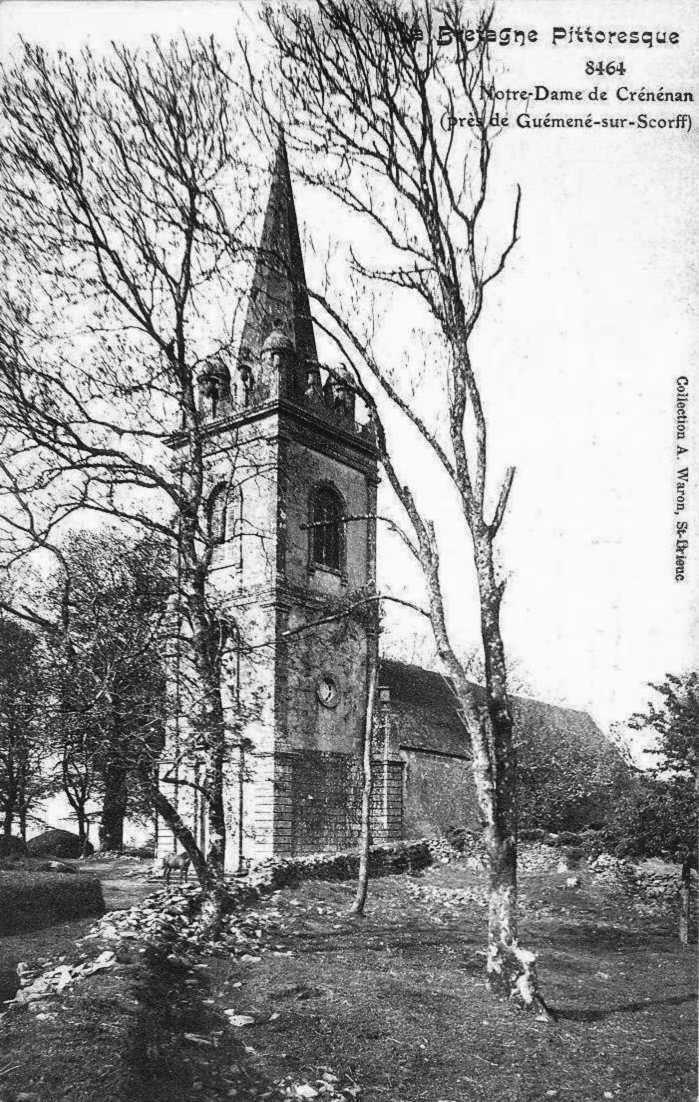
Clocher de la Chapelle Notre-Dame de Crénénan (Ploërdut, Morbihan) vers 1900 : à sa gauche et à l'arrière, le petit monticule correspondant à la cave no 1.

## Description architecturale
Les caves sont des édifices légèrement enterrés, à pièce unique de plan subrectangulaire, à la maçonnerie de pierres liées par un mortier de terre jaune et de chaux, couverts d'une voûte de grandes dalles encorbellées, également liées par ce mortier, le tout coiffé d'un dôme de terre rapportée. Les pierres sont de la granulite feuilletée mesurant entre 10 et 15 centimètres d'épaisseur. Le pignon côté chemin fait office de façade et l'entrée est fermée par une porte en bois. Le passage du plan rectangulaire au plan elliptique de la voûte se fait au moyen de quatre dalles barrant chacune un angle, donnant ainsi un plan octogonal intermédiaire. Dans l'encorbellement, le front des dalles est biseauté. Comme aménagement, chaque cave dispose d'une niche. L'homogénéité architecturale des quatre édifices plaide pour une édification dans un laps de temps peu étendu.

## État des lieux à la fin duXXesiècle
Au milieu des années 1990, l'état de ces petits édifices, vieux d'un siècle et demi, ne laissait pas d'inquiéter. Une première cave (non portée sur le cadastre de 1842, cave no 1) avait vu son entrée entièrement refaite mais avec force mortier de ciment ; une deuxième (parcelle 303, cave no 2) exhibait un trou béant à l'arrière du linteau ; la troisième (parcelle 336, cave no 3) avait perdu son linteau, tombé au sol, et sa façade s'éboulait ; la quatrième (parcelle 297, cave no 4) avait été rasée en 1995 pour permettre le passage d'engins agricoles. La voûte encorbellée des trois cabanes encore debout avait un vice de construction : le pendage des pierres des encorbellements vers l'intérieur était le résultat non pas d'une intention délibérée mais d'une mauvaise exécution. Le maçon ayant placé les dalles avec leur plus grande dimension en parement (au lieu de leur plus petite), elles n'étaient donc pas assez solidement ancrées dans la maçonnerie, et, malgré l'utilisation d'un mortier de terre et de chaux, elles avaient fini par basculer vers l'intérieur. Enfin, aucune des trois cabanes encore debout n'avait conservé sa porte en bois,.

## Restauration
Au tournant du XXIe siècle, l'état des lieux n'est plus du tout le même : les deux caves mal en point ont été remontées et dotées d'une nouvelle voûte d'encorbellement ; à l'emplacement de la cave rasée s'élève un édicule ayant la même morphologie que les autres caves mais monté entièrement en pierre sèche.

### Caveno1

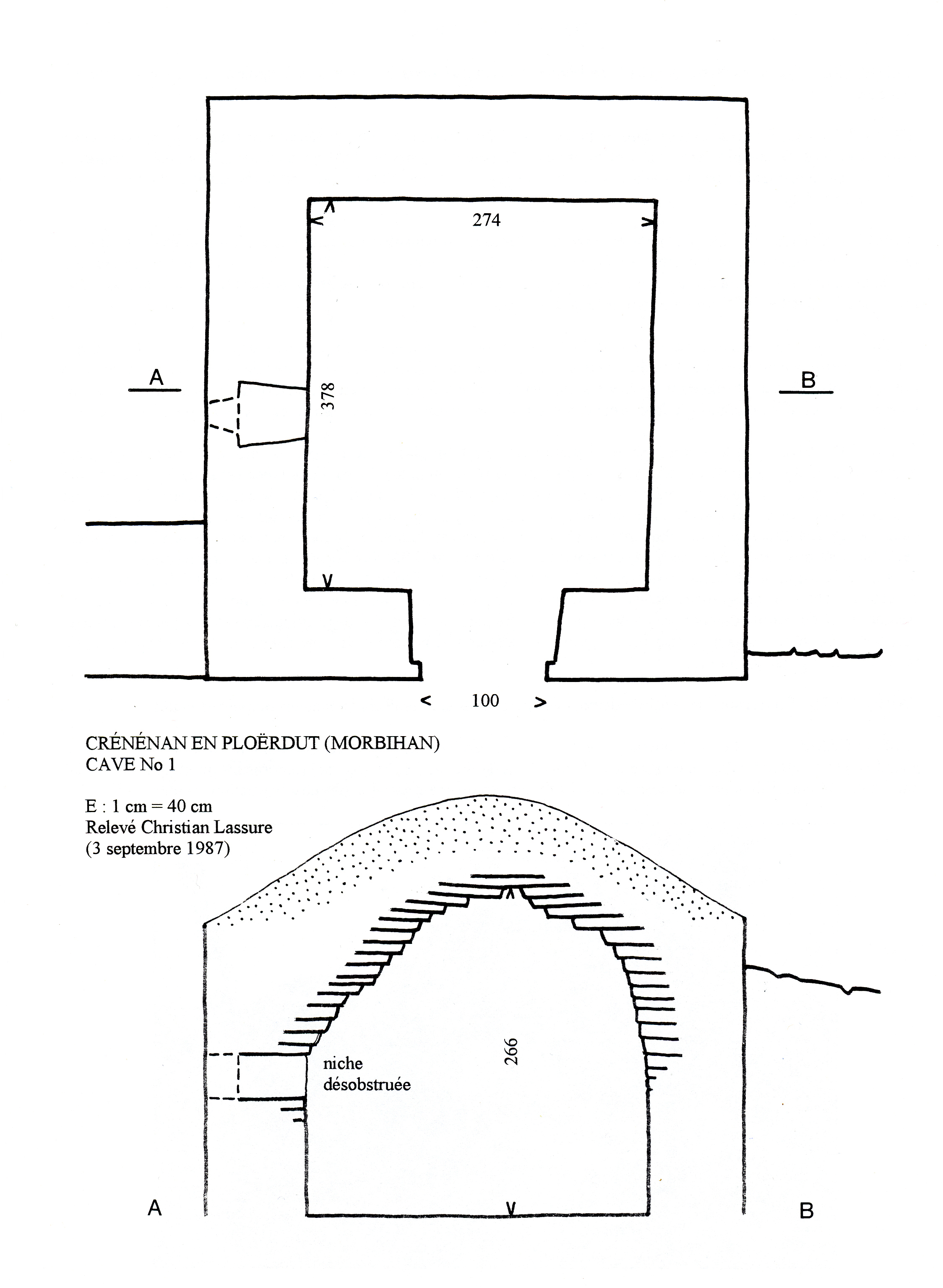
Crénénan en Ploërdut (Morbihan) : plan et section de la cave à boisson no 1 du pardon de Notre-Dame de Crénénan.

La cave n'apparaît pas sur le cadastre de 1842. Bâtie pour le compte de Christophe Terrien, propriétaire des fermes du hameau, elle était louée à son fermier, Stéphane Fouillen. Les bâtisseurs avaient employé à sa construction des pierres sculptées provenant de l'ancien clocher ruiné de la chapelle de Crénénan. 
De plan rectangulaire, l'édifice, avant sa restauration en 1996, est constitué de quatre murs bas de 75 à 80 cm d'épaisseur, coiffés d'un dôme aplati de terres engazonnée sur une voûte d'encorbellement de forme elliptique. La façade (longueur : 4,30 m, hauteur : 2 m en son milieu, 1,50 m à l'extrémité), où s'ouvre l'entrée, est l'un des deux murs pignons.

### Caveno2
Sur le cadastre de 1842, cette cave est figurée sous le no 303. Aux alentours de 1840, elle était louée à la famille Dréan. 
De plan sub-rectangulaire, l'édifice est constitué de quatre murs bas coiffés d'un dôme en terre sur une voûte d'encorbellement de forme elliptique. Le mur-pignon fait office de façade (longueur : 4,26 m, hauteur : environ 1,20 m). S'y ouvre une entrée non pas axiale mais décalée vers la droite. Sa calotte a été entièrement refaite à l'initiative du comité de restauration du site de la chapelle de Crénénan.

### Caveno3
Sur le cadastre de 1842, cette cave est figurée sous le no 336. Elle était, elle aussi, louée à la famille Dréan vers 1840. 
L'édifice, avant sa restauration en 1999, se présentait sous la forme d'un dôme de terre coiffant une façade en pierre (longueur : 3,20 m) dont la partie supérieure était éboulée et où l'entrée avait perdu son linteau. L'ensemble fut démonté jusqu'à des bases saines, seules les dalles les plus longues furent conservées ainsi que quelques pierres sculptées provenant de l'ancien clocher ruiné. Si du mortier de chaux fut utilisé pour les parois verticales, en revanche la voûte encorbellée fut terminée en maçonnerie sèche.

### Caveno4
Sur le cadastre de 1842, cette cave correspond au no 297. Elle était louée à la famille Le Boédec à sa construction dans les années 1840.
À l'emplacement de ses ruines, a été monté, en 1996, un édicule ayant la même morphologie que les caves mais assemblé entièrement à sec (sans mortier) et dont les murs font 1 m d'épaisseur. 

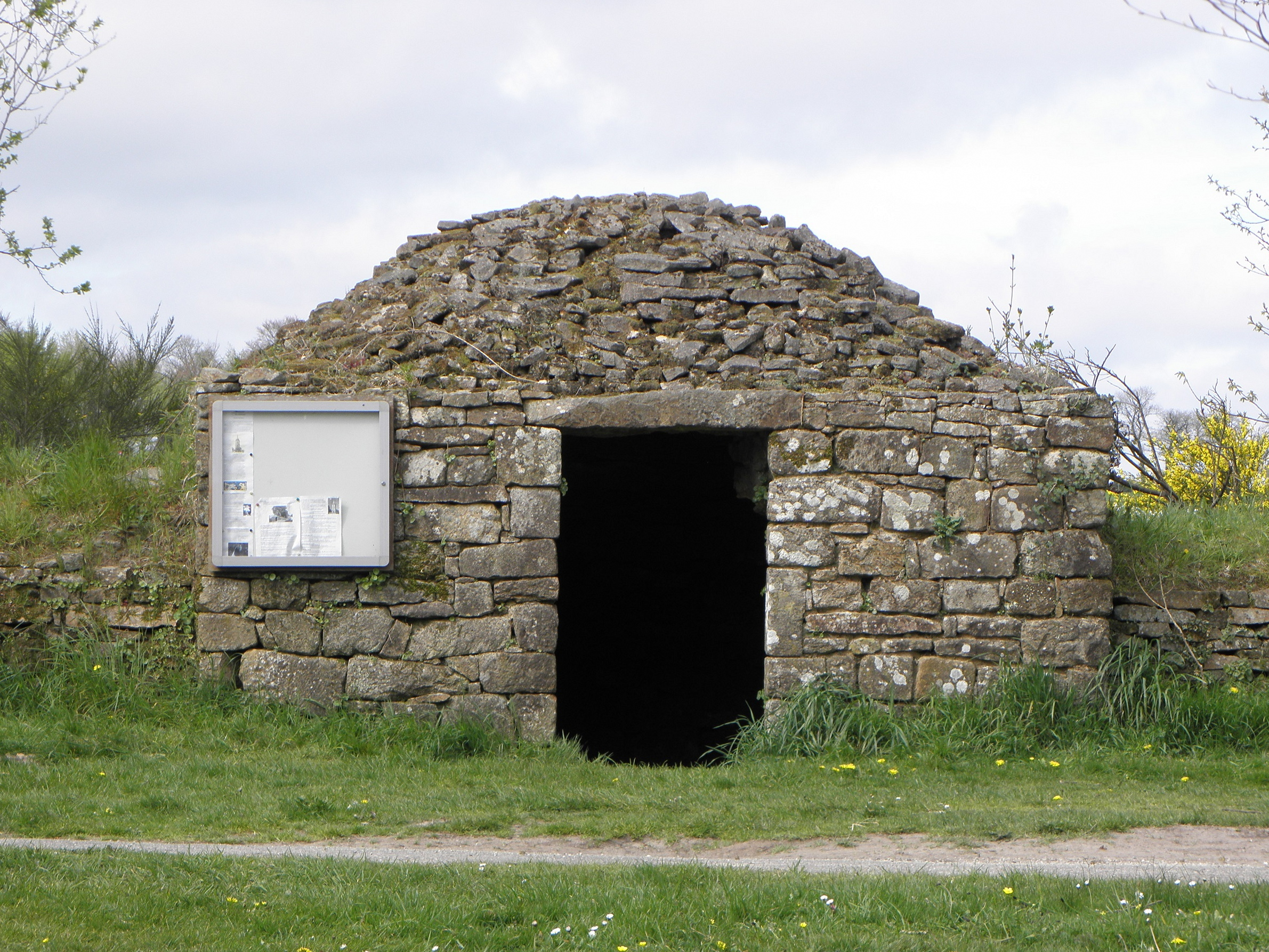
Cave no 1.
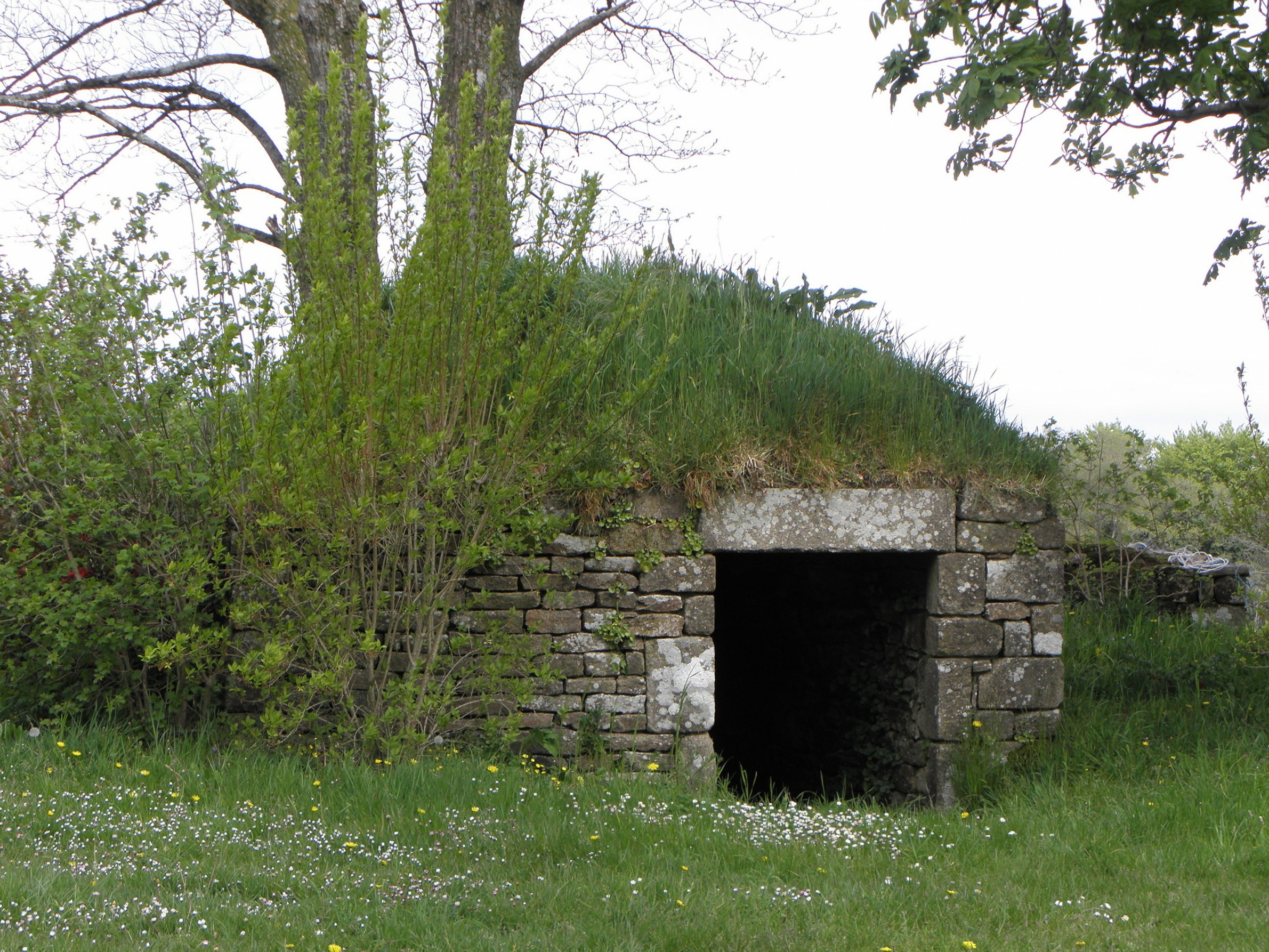
Cave no 2.
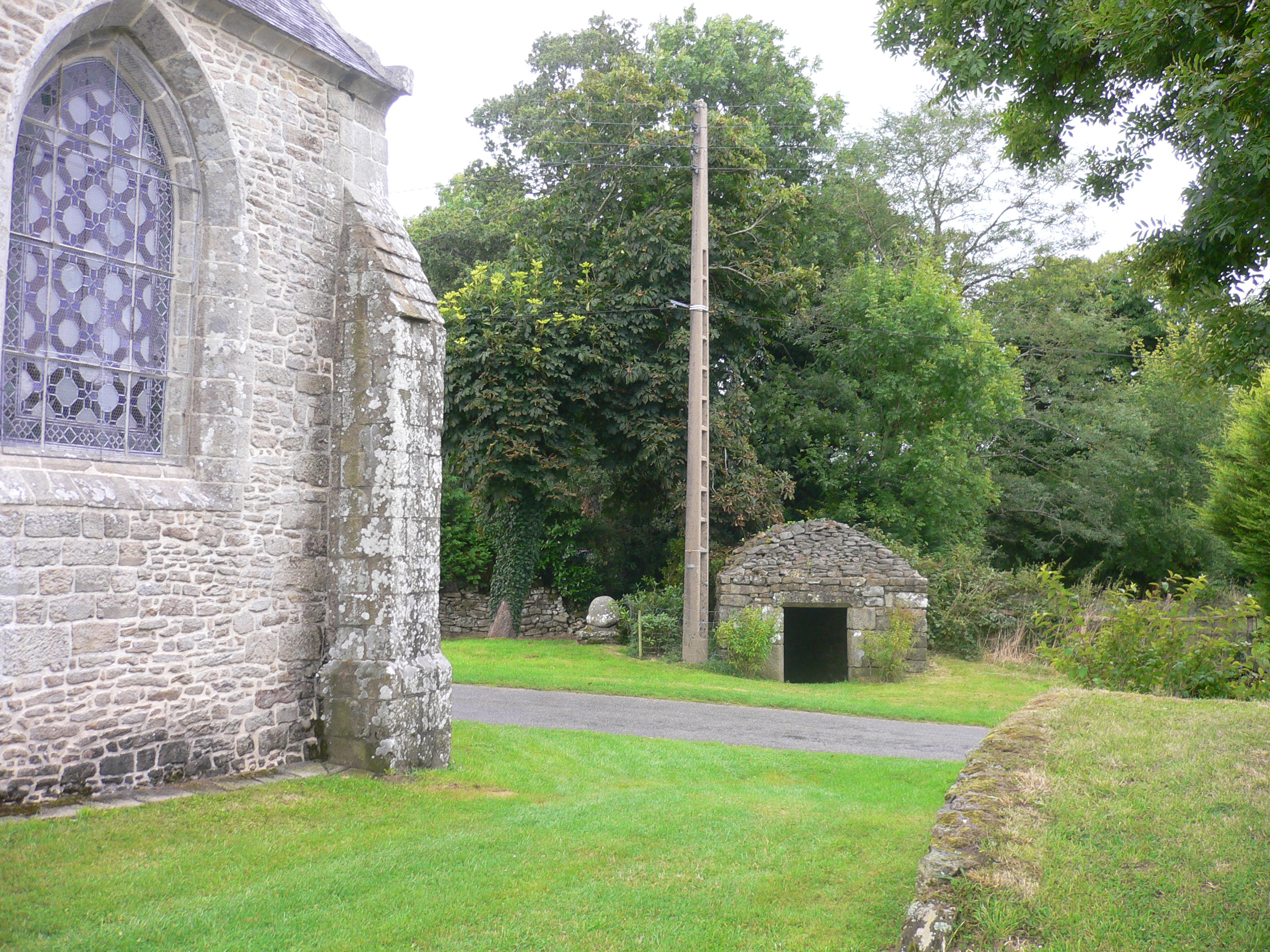
Cave no 3.
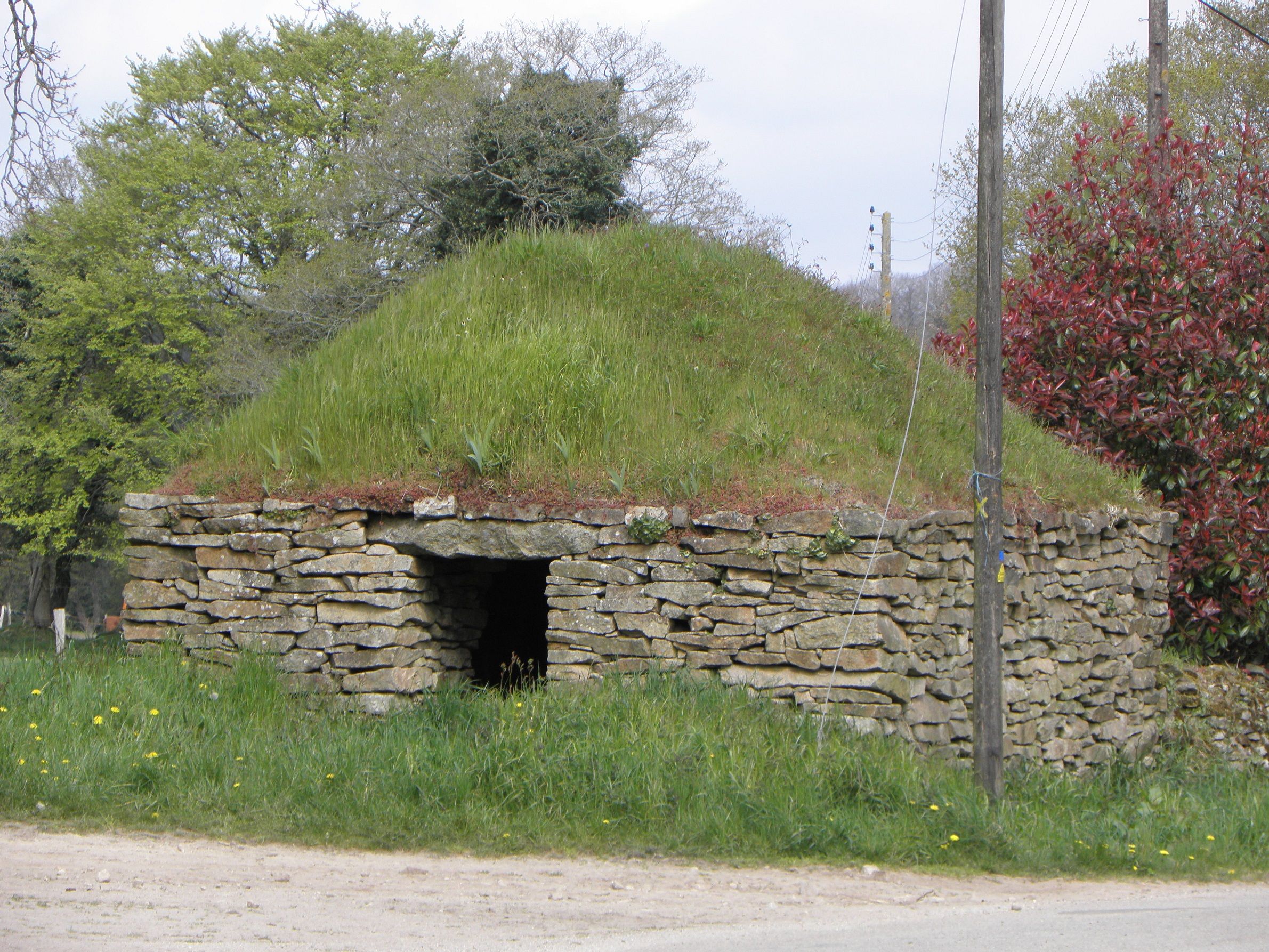
Cave no 4.

## Inscription aux monuments historiques
Les caves sont inscrites au titre des monuments historiques par arrêté du 24 juin 2020.